# Марпесия

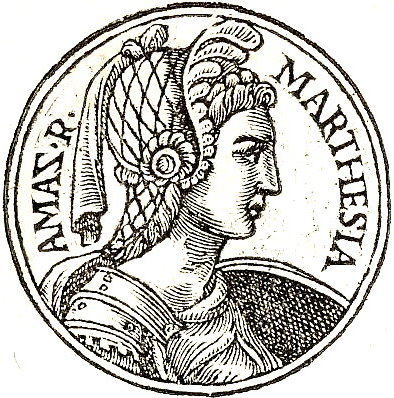
Марпесия из сборника гравюр Гийома Руйе "Promptuarii Iconum Insigniorum"

Марпе́сия (др.-греч. Μαρπησία, в переводе — «хваткая»; лат. Marpesia, в неправильном написании — Marthesia или Martesia) — в греческой и римской мифологии и историографии одна из цариц племени амазонок, родная сестра Лампедо. Обе они правили совместно с Ипполитой после смерти Лисиппы.

## Жизнеописание
Согласно труду готского (по другой версии скифского) историка Иордана «О происхождении и деяниях гетов», женщины народа готов (или скифов) взяли в руки оружие, чтобы защитить себя от соседей-захватчиков. На это им пришлось пойти из-за того, что в тот момент в королевстве не нашлось мужчин, способных дать отпор врагу, так как все они участвовали в военном походе. Своими предводительницами женщины выбрали двух самых смелых и опытных воительниц — сестёр Лампедо и Марпесию. После того, как с врагами было покончено, Лампедо и Марпесия со своим женским войском не успокоились, а принялись покорять соседние народы и страны. По легенде, они завоевали бо́льшую часть Малой Азии и Сирии, основали множество городов, дошли до Европы, покорили Кавказ.
Согласно преданию, сёстры заложили между горами Кавказа и Каспийским морем город-порт «Железные ворота» (нынешний Дербент). Имя Марпесии было присвоено месту, где они остановились со своим отрядом, — скале Марпесии, которую впоследствии Александр Македонский переименовал в Каспийские ворота. Марпесия также явилась одной из амазонок, принявших участие в основании города Эфес, где она поспособствовала строительству храма Артемиды. По словам Павла Орозия, христианского историка, жившего в V веке, Марпесия и Лампедо, участвуя в экспедициях и завоевательных походах, расширили своё влияние до Восточной Европы и Малой Азии.
Марпесия погибла в сражении во время внезапного вторжения азиатских варваров. Её  сменили дочери Орифия и Антиопа. Некоторые источники добавляют к ним и Синопу.

## В культуре
Лампедо и Марпесии посвящены отдельные главы морализаторского трактата Джованни Боккаччо «О знаменитых женщинах». В нём итальянский писатель привёл биографии более ста самых, на его взгляд, выдающихся женщин мифов, древности и средневековья.
В 1533 году французский издатель Гийом Руйе выпустил сборник гравюр "Promptuarii Iconum Insigniorum" («Собрание примечательных образов»), в который включил и образы знаменитых амазонок Лампедо и Марпесии.